# Jasan v Motyčíně
Jasan v Motyčíně je památný strom v části Švermova, Motyčíně, severní okrajové části středočeského statutárního města Kladna. Přibližně stotřícetletý  jasan ztepilý (Fraxinus excelsior) roste na jižním svahu v nadmořské výšce 328 m uprostřed předměstské obytné zástavby, u schodiště v horní části Žižkovy ulice (před urbanizací ve druhé polovině 19. století toto místo představovalo jihovýchodní okraj tehdejšího Motyčína, jedné ze dvou vesnic, z nichž Švermov vznikl). Kmen stromu má měřený obvod 320 cm a jeho koruna dosahuje výšky 24 m. Jasan je chráněn od roku 1996.

## Fotogalerie

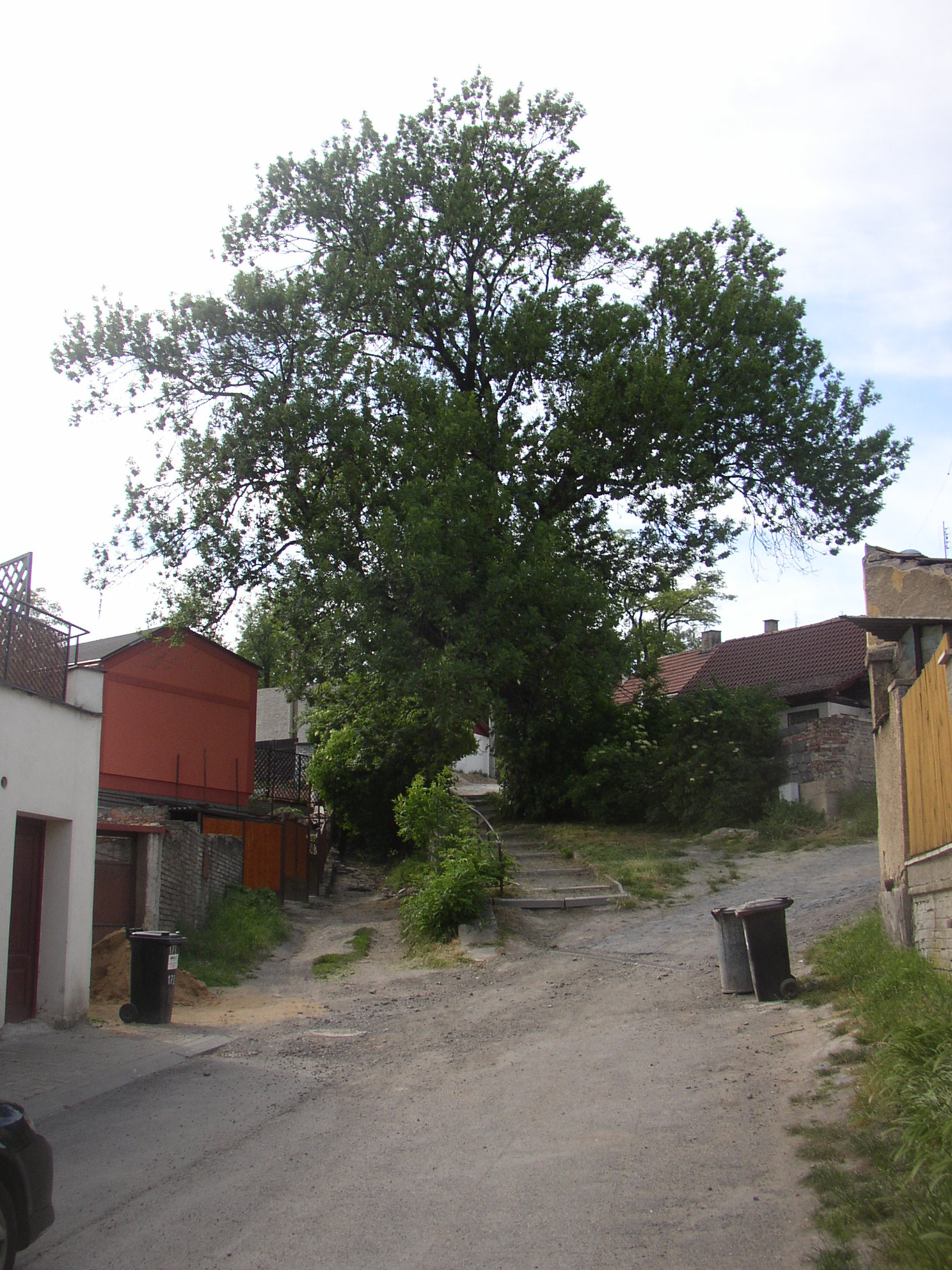
Jasan zdola, od jihovýchodu
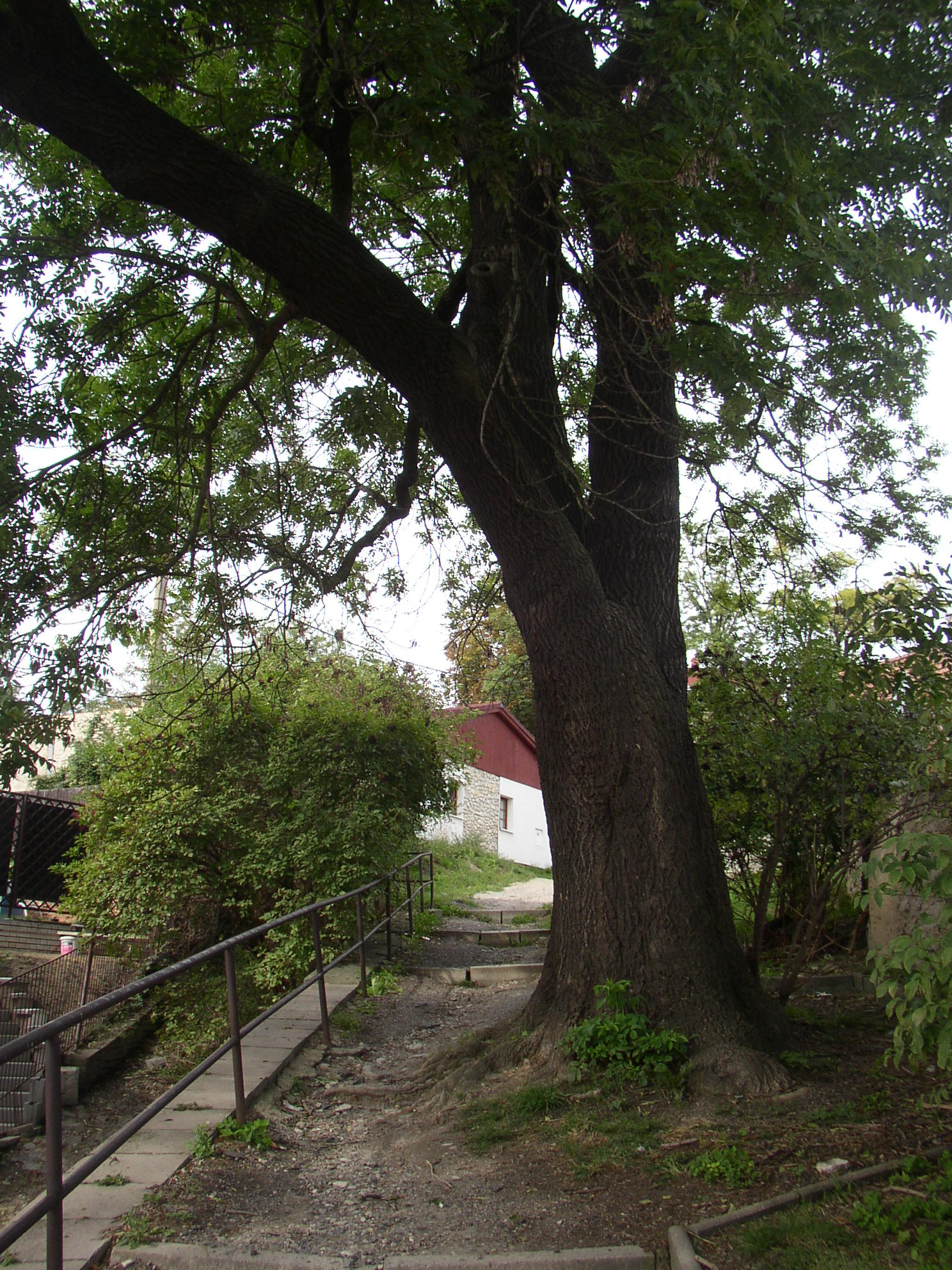
Pohled zblízka při výstupu po schodišti
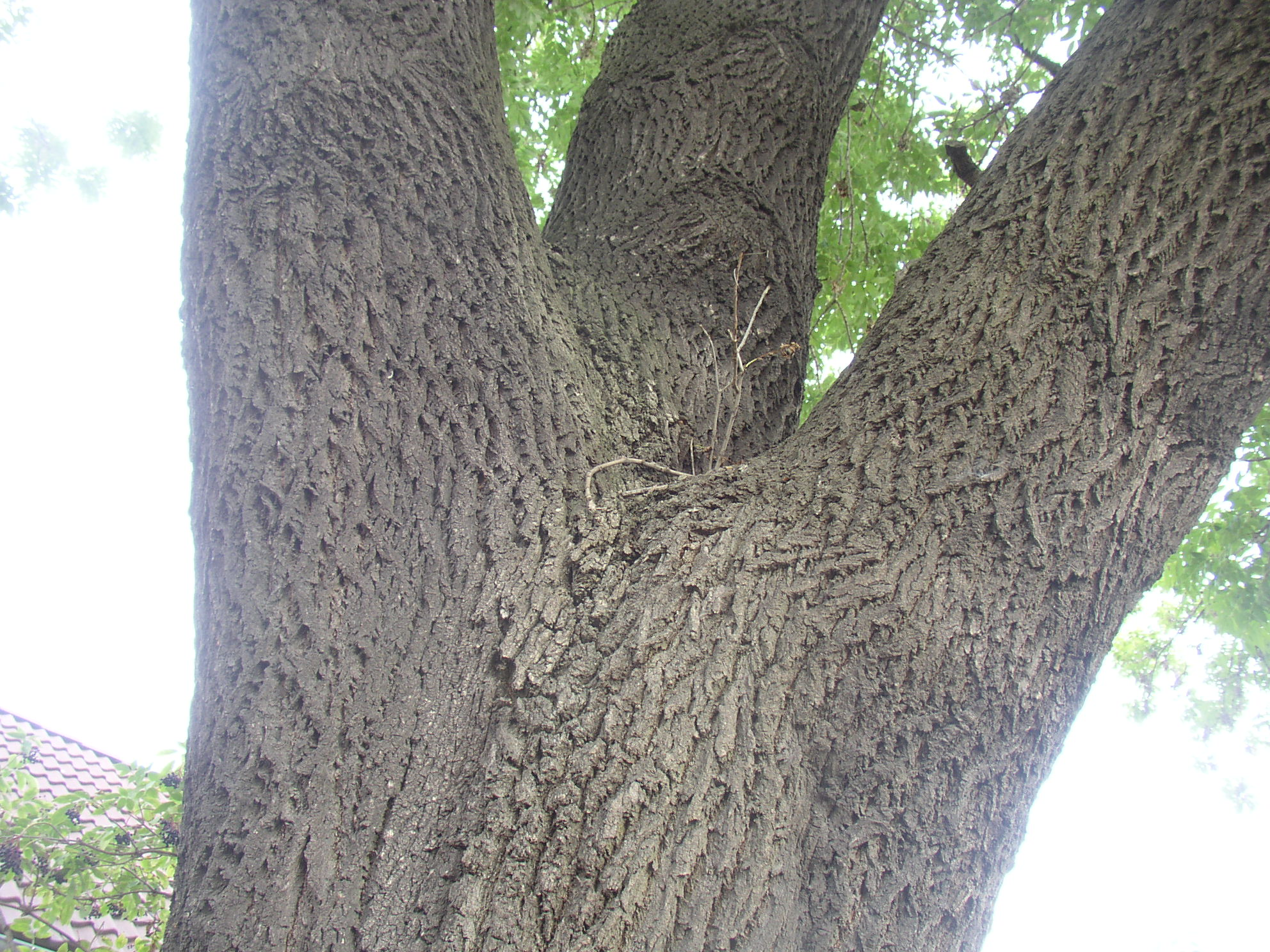
Detail rozvětvení

## Památné a významné stromy v okolí
- Babyka u Vinařic (1,5 km sz.)
- Dub na Beraníku (1,6 km jz.)
- Dub u Čížků (2,6 km ssv.)
- Rozdělovské duby (3,1 km jz.)
- Rozdělovské lípy (4,5 km jz.)
- Vrapický dub (4,5 km v.)
- Vrba v Libušíně (3,6 km z.)